# Oligodon bitorquatus

Oligodon bitorquatus är en ormart som beskrevs av den tyske naturvetaren Friedrich Boie 1827. Oligodon bitorquatus ingår i släktet Oligodon, och familjen snokar. IUCN kategoriserar arten globalt som livskraftig. Inga underarter finns listade.

## Utbredning
Arten förekommer i Indonesien på öarna Java och Sumbawa och möjligen Sumatra.

## Habitat
Oligodon bitorquatus förekommer i låglänt skog på mellan 300 och 1200 meters höjd över havet. Den lever på reptilägg, men även paddor. Unga exemplar har setts livnära sig på insekter. Den lever både på marken och under jord.